# Davidsonska palatset
För andra betydelser, se Davidsonska huset.

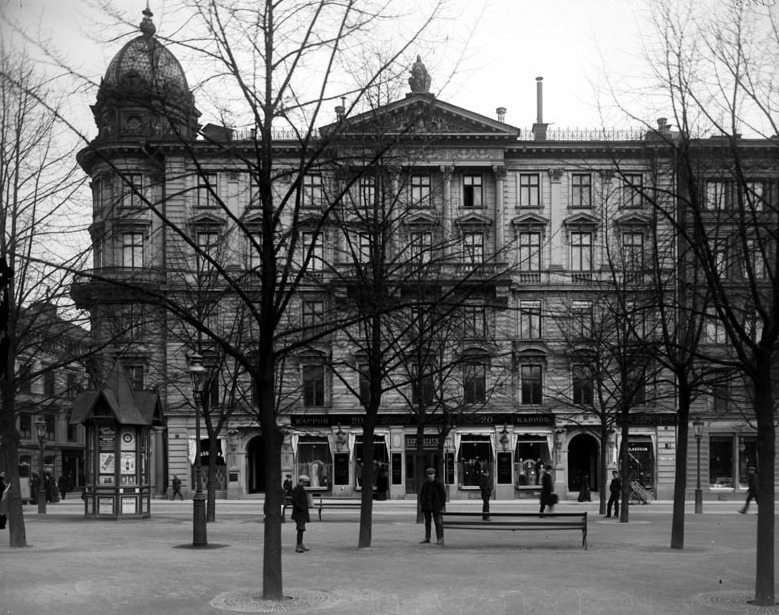
Kungsträdgårdsgatan 20 år 1908.

Davidsonska palatset (även Davidsonska huset) var namnet på ett numera rivet hus på Kungsträdgårdsgatan 20 i Stockholm. Byggnaden uppfördes 1881 av Hasselbackens innehavare konditor Wilhelm Davidson och ritades av Magnus Isæus efter ombildning av den tyske arkitekten Hermann von der Hudes ritningar. Davidsonska palataset fanns kvar till 1942 och på tomten byggdes Åtvidabergshuset åren 1943-1945. 
Huset beskrevs i den samtida dagspressen som en av "huvudstadens praktfullaste privata byggnader" och en prydnad för staden. Det var det sista av tre intill varandra liggande hus som uppfördes av byggherren längs Hamngatan i kvarteret Styrpinnen. Blekingeposten beskrev husbygget i följande ordalag:
| ”                             | Fasaden är hållen i rennaissancestil. Hufvudportarnes bekröning uppbäres af två smakfulla kariatyder. Bottenvåningen upp- tages af rymliga butiker med präktiga spegelglasfönster. Å fasadens midtelparti utmed tredje våningen och upptagande hela dess bredd är utbygd en balustrad afgjutjern, uppburen af stora konsoler af samma metall. Såväl andra som tredje våningarna äro rusticerade. Öfre delen af midtelpartiet krönes af en fronton, som uppbäres af fristående kolonner af svensk polerad granit (från Bergebo nära Vestervik) med kapitäler af på galvanisk väg brouserad zink och bas af gjutjern. Tympanon upptages af ornament och allegoriska figurer. Ofvan detsamma reser sig en hög staty af terracotta, framställande en Svea med sköld och lejon vid sidan. Nedanom på ömse sidor synas två trefötter. Midtelpartiets fris kommer att dekoreras med sgraffitoornering. Hörnpartiet bildas af en tornformig utbygnad, hvars nedre del är smyckad med pilastrar, af polerad granit. Tornet krönes ofvan taklisten, med en stor, af konsoler understödd kupol med fjellik zinkbeklädnad, som afslutas med en lansformig flaggstång. Tornets öfre del prydes af polerade granitpilastrar. Från den eleganta och smidigt formade kupolen som, i smakfullhet här knapt öfverträffad, reser sig högt ofvan bygnaden och så att säga gifver den karakter, erbjuder sig en synnerligen fri och herrlig utsigt. | „ |
| – Blekingsposten (1881-10-04) | |   |

Huset innehöll mellan 70 och 80 "boningsrum" och 9 kök för uthyrning. En självbärande stentrappa utan spindel löpte genom huset - något som skall ha saknat tidigare motstycke i staden. For invändiga dekorationsarbeten stod bland annat Carl Grabow.
Entusiasmen kring byggnaden var dock inte odelad. Kulturskriften Ur dagens krönika såg ritningen som osvensk där byggherren "råkat ut för en tysk arkitekt som braskat i väg, i luft, med något riktigt högtrafvande, något utan rim och räson, med en pelarrad hissad till väders och en mängd tokigheter som just icke bidraga att stärka den goda smaken i vår hufvudstad."
August Strindberg, som även var medarbetare i Ur dagens krönika, tog upp husbygget i boken Det nya riket. I kapitlet Moses, som får betecknas som antisemisitskt, skriver författaren följande:
| ”                                         | Direktören och riddaren Moses, vars frikostighet mot Stockholms stad är vida bekant, har ånyo skänkt huvudstaden en prydnad, som i sanning kan kallas en »folkegave», för så vitt Sveriges huvudstad ännu vågar anse sig som en folkets tillhörighet. Han har nämligen på den skräpiga och avlägsna plats, som är välbekant under namnet Kungsträdgården, låtit undanröja en mängd gamla ruckel och på den alldeles värdelösa tomten låtit uppföra ett palats, vars make man aldrig förr sett och som tävlar i skönhet med världens förnämsta. Palatset, som innehåller 25 våningar och 17 handelsbutiker, vilka icke komma att få uthyras, har kostat inemot en miljon och är endast avsett att vara en prydnad för huvudstaden. Det fosterländska företaget förtjänar den största utmärkelse som kan tilldelas svensk man. Beskrivning på palatset. Ritningarne äro gjorda av professor Münchhausen i Berlin; granitsocklarne i soubassemangen äro slipade av professorn och riddaren v. Steinmetz i Stuttgart; järnbalustraderna äro gjutna vid kejserliga gjuteriet i Danzig, förgyllda i hovförgylleriet i Weimar och polerade i Dresden. Taket krönes av en kolossal uppasserska lutad mot en punschbricka och med Göta lejon vid fötterna. (En lycklig men skämtsam sinnebild både av den frikostige givarens sysselsättning och patriotiska sinnelag.) Figuren, som är modellerad av Italiens förnämste bildhuggare, professorn och senatorn Rossi, bildar en värdig avslutning av torgets norra fasad på samma gång den blir en saknad pendant till den så folkkäre konungs bildstod, som förgäves sökt fylla en plats i den ruskiga sandöknen. Rummen, vilka icke komma att bebos, äro det oaktat försedda med majolika-kakelugnar, införskrivna från den kungliga fabriken i Chelsea. Det fosterländska företaget är överlämnat till Stockholms kommun med villkor att det icke får uthyras, vilket väl också svårligen skulle gå för sig på en så avlägsen och illa känd plats. | „ |
| – August Strindberg, Det nya riket (1882) | |   |

Huset köptes 1883 av professor Magnus Ragnar Bruzelius i vars släkt huset förblev fram till 1941. Året därpå revs det för att ge plats åt Åtvidabergshuset.